# نوکرک‌ها
نوکِرک‌ها (نام علمی: Neocrex) سرده‌ای از پرندگان از خانواده یلوگان است. پرندگان بومی آمریکای مرکزی و آمریکای جنوبی هستند.
از دیدگاه واژگانی واژه فارسی پهلوی "کِرک" با واژه انگلیسی Crake برابر در نظر گرفته شد.

## گونه‌ها
این سرده شامل گونه‌های زیر است: 
| نگاره | نام علمی           | نام رایج      | پراکندگی |
| ----- | ------------------ | ------------- | --- |
|       | Neocrex colombiana | یلوه کلمبیایی | کلمبیا، اکوادور و پاناما |
|       | Neocrex erythrops  | یلوه نوک‌رنگی  | آرژانتین، بولیوی، برزیل، کلمبیا، کاستاریکا، اکوادور، گویان فرانسه، گویان، پاناما، پاراگوئه، پرو، سورینام، ترینیداد و توباگو و ونزوئلا. |